# Фигурное катание на зимних Олимпийских играх 2018 — парное катание
Соревнования в фигурном катании среди спортивных пар на зимних Олимпийских играх 2018 года прошли 14 и 15 февраля. Местом проведения соревнований стал ледовый зал Кёнпхо, расположенный в Канныне. В турнире приняло участие 22 спортивные пары из 14 стран, которые завоевали олимпийские лицензии по результатам чемпионата мира 2017 года и турнира Nebelhorn Trophy. По итогам короткой программы в финал прошли 16 сильнейших пар.
Олимпийскими чемпионами 2014 года являлись российские фигуристы Татьяна Волосожар и Максим Траньков, которые приостановили спортивную карьеру после рождения дочери.
В короткой программе лучший результат показали чемпионы мира 2017 года китайская пара Суй Вэньцзин и Хань Цун (82,39), одни из фаворитов 5-кратная чемпионка мира Алёна Савченко и её партнёр Бруно Массо из Германии выступили неудачно, став только 4-ми (76,59). Однако на следующий день в произвольной программе Савченко и Массо показали отличное катание и установили новый мировой рекорд (159,31), более чем на два балла превзойдя своё достижение 2017 года. По сумме пара из Германии сумела опередить китайский дуэт всего на 0,43 балла и выиграла олимпийское золото. Для Савченко эта медаль стала третьей подряд на Олимпийских играх в парном катании, ранее она становилась третьей в 2010 и 2014 годах (вместе с Робином Шолковы).

## Медалисты
| Золото                                  | Серебро                         | Бронза                                |
| Германия · Алёна Савченко · Бруно Массо | Китай · Суй Вэньцзин · Хань Цун | Канада · Меган Дюамель · Эрик Рэдфорд |

## Рекорды
До начала зимних Олимпийских игр 2018 года мировые рекорды в парном катании были следующими:
| Программа    | Фигуристы                           | Баллы  | Дата            | Соревнование           | Место   |
| ------------ | ----------------------------------- | ------ | --------------- | ---------------------- | ------- |
| Короткая     | Татьяна Волосожар / Максим Траньков | 84,17  | 17 января 2014  | Олимпийские игры 2014  | Сочи    |
| Произвольная | Алёна Савченко / Бруно Массо        | 157,25 | 9 декабря 2017  | Финал Гран-при 2017/18 | Нагоя   |
| Сумма        | Татьяна Волосожар / Максим Траньков | 237,71 | 20 октября 2013 | Skate America 2013     | Детройт |

## Расписание
Время местное (UTC+9)
| Дата       | Время | Раунд                  |
| ---------- | ----- | ---------------------- |
| 14 февраля | 10:00 | Короткая программа     |
| 15 февраля | 10:30 | Произвольная программа |

## Результаты
| Место                                              | Спортсмены                                | Страна           | Сумма баллов | SP    | SP    | FS        | FS    |
| Место                                              | Спортсмены                                | Страна           | Сумма баллов | Баллы | Место | Баллы     | Место |
| -------------------------------------------------- | ----------------------------------------- | ---------------- | ------------ | ----- | ----- | --------- | ----- |
| 1                                                  | Алёна Савченко / Бруно Массо              | Германия         | 235,90       | 76,59 | 4     | 159,31 WR | 1     |
| 2                                                  | Суй Вэньцзин / Хань Цун                   | Китай            | 235,47       | 82,39 | 1     | 153,08    | 3     |
| 3                                                  | Меган Дюамель / Эрик Рэдфорд              | Канада           | 230,15       | 76,82 | 3     | 153,33    | 2     |
| 4                                                  | Евгения Тарасова / Владимир Морозов       | ОСР              | 224,93       | 81,68 | 2     | 143,25    | 4     |
| 5                                                  | Ванесса Джеймс / Морган Сипре             | Франция          | 218,53       | 75,34 | 6     | 143,19    | 5     |
| 6                                                  | Валентина Маркеи / Ондржей Готарек        | Италия           | 216,59       | 74,50 | 7     | 142,09    | 6     |
| 7                                                  | Наталья Забияко / Александр Энберт        | ОСР              | 212,88       | 74,35 | 8     | 138,53    | 7     |
| 8                                                  | Юй Сяоюй / Чжан Хао                       | Китай            | 204,10       | 75,58 | 5     | 128,52    | 11    |
| 9                                                  | Джулианна Сеген / Чарли Билодо            | Канада           | 204,02       | 67,52 | 12    | 136,50    | 8     |
| 10                                                 | Николь Делла Моника / Маттео Гуаризе      | Италия           | 202,74       | 74,00 | 9     | 128,74    | 10    |
| 11                                                 | Кристен Мур-Тауэрс / Майкл Маринаро       | Канада           | 198,11       | 65,68 | 13    | 132,43    | 9     |
| 12                                                 | Кристина Астахова / Алексей Рогонов       | ОСР              | 194,45       | 70,52 | 10    | 123,93    | 13    |
| 13                                                 | Рём Дэ Ок / Ким Джу Сик                   | КНДР             | 193,63       | 69,40 | 11    | 124,23    | 12    |
| 14                                                 | Анна Душкова / Мартин Бидарж              | Чехия            | 186,33       | 63,25 | 15    | 123,08    | 14    |
| 15                                                 | Алекса Шимека / Крис Книрим               | США              | 185,82       | 65,55 | 14    | 120,27    | 15    |
| 16                                                 | Анника Хокке / Рубен Бломмерт             | Германия         | 171,98       | 63,04 | 16    | 108,94    | 16    |
| Не отобрались для участия в произвольной программе |                                           |                  |              |       |       |           |       |
| 17                                                 | Пэн Чэн / Цзинь Ян                        | Китай            | 62,61        | 62,61 | 17    |           |       |
| 18                                                 | Екатерина Александровская / Харли Уиндзор | Австралия        | 61,55        | 61,55 | 18    |           |       |
| 19                                                 | Пейдж Коннерс / Евгений Краснопольский    | Израиль          | 60,35        | 60,35 | 19    |           |       |
| 20                                                 | Мириам Циглер / Северин Кифер             | Австрия          | 58,80        | 58,80 | 20    |           |       |
| 21                                                 | Миу Судзаки / Рюити Кихара                | Япония           | 57,74        | 57,74 | 21    |           |       |
| 22                                                 | Ким Гю Ын / Кам Ган Чхан                  | Республика Корея | 42,93        | 42,93 | 22    |           |       |